# Boy Ooteman
Boy Ooteman (12 december 1981) is een Nederlandse acteur.
In 2006 verscheen hij voor het eerst op televisie, in de film Afdwalen.
Sinds 2010 was Boy Ooteman te zien in de politieserie Flikken Maastricht waar hij een eenmalige rol kreeg als beveiliger. In 2013 was hij te zien in Levenslied, waar hij een Cliënt speelde van een reisbureau. Vanaf 2014 kreeg Ooteman een grotere rol in de nieuwe politieserie Bureau Raampoort waar hij politieagent Jan Rozenbrand vertolkte en was hij vanaf 2015 te zien in soapserie Goede tijden, slechte tijden waar hij de rol van Wim vertolkte.

## Carrière

### Televisie
- 2015 - Goede tijden, slechte tijden als Wim
- 2014-2015 - Bureau Raampoort als Jan Rozenbrand
- 2013 - Levenslied als Cliënt van reisbureau
- 2010 - Flikken Maastricht als Beveiliger

### Film
- 2006 - Afdwalen

### Musical
- 2025 - Saturday Night Fever (musical) als Fusco/Jay
- 2023-2024 - De Tocht als Rene
- 2015-2016 - Sky, de musical als Dr. Cals
- 2010-2014 - Soldaat van Oranje als Chris de Vries
- 2010 - Sunday in the Park with George als Veerman/Alex